# Голотурии
Голоту́рии, или морски́е огурцы́, или морски́е кубы́шки (лат. Holothuroidea), — класс беспозвоночных животных из типа иглокожих. Виды, употребляемые в пищу, носят общее название «трепанг».
Голотурии — ближайшие родственницы морских ежей, с которыми объединяются в группу Echinozoa. Современная фауна представлена 1150 видами, разделёнными на 6 отрядов, которые отличаются друг от друга формой щупалец и известкового кольца, а также наличием некоторых внутренних органов. Старейшие окаменелости голотурий относятся к силурийскому периоду.
В российских водах встречается около 100 видов голотурий.

## Биология
От прочих иглокожих голотурии отличаются продолговатой, червеобразной, реже шаровидной формой, отсутствием выступающих шипов и редукцией кожного скелета до мелких известковых «косточек», залегающих в стенке тела. Пятилучевая симметрия тела у голотурий замаскирована билатеральным расположением многих органов.
Тело у голотурии на ощупь кожистое, обычно шершавое и морщинистое. Стенка тела толстая и упругая, с хорошо развитыми мышечными пучками. Продольные мышцы (5 лент) крепятся к известковому кольцу вокруг пищевода. На одном конце тела расположен рот, на другом — анальное отверстие. Рот окружён венчиком из 10—30 щупалец, служащих для захвата пищи, и ведёт в спирально закрученный кишечник. Для дыхания служат амбулакральная система и так называемые водные лёгкие — разветвлённые мешки, открывающиеся в клоаку перед анусом. Наружной мадрепоровой пластинки нет.
В отличие от остальных иглокожих голотурии на дне лежат «на боку», при этом сторона, несущая три ряда амбулакральных ножек (тривиум), является брюшной, а сторона с двумя рядами амбулакральных ножек (бивиум) — спинной. У глубоководных голотурий амбулакральные ножки могут быть сильно удлинены и использоваться как ходули. Некоторые виды движутся за счёт перистальтических сокращений мускулатуры стенки тела, отталкиваясь от грунта выступающими известковыми косточками.
Большинство голотурий имеют чёрную, коричневую или зеленоватую окраску. Длина тела варьирует от 3 см до 1—2 метров, хотя один вид (Synapta maculata) достигает 5 м.

## Образ жизни и питание

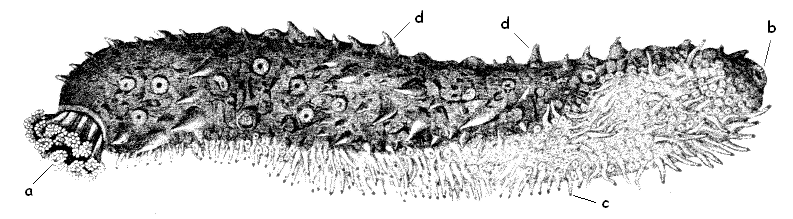
Морской огурец (a — щупальца, b — клоака, c — амбулякральные ножки на вентральной поверхности, d — спинные сосочки)

Голотурии — малоподвижные или ползающие животные, обнаруживаемые в почти любой части океана — от прибрежной полосы до глубоководных впадин; наиболее многочисленны в условиях тропических коралловых рифов. Большинство видов донные, но есть и пелагические, например, похожие на маленьких медузок Pelagothuria natatrix. Обычно лежат «на боку», приподняв передний, ротовой конец. Питаются голотурии планктоном и органическими остатками, извлекаемыми из донного ила и песка, который пропускается через пищеварительный канал. Другие виды фильтруют пищу из придонных вод щупальцами, покрытыми клейкой слизью.
При сильном раздражении выбрасывают через анальное отверстие заднюю часть кишки вместе с водными лёгкими, отпугивая или отвлекая нападающих; утраченные органы быстро восстанавливаются. У некоторых видов при этом выбрасываются и содержащие токсины кювьеровы трубочки. На голотурий охотятся морские звёзды, брюхоногие моллюски, рыбы и ракообразные. В водных лёгких некоторых видов селятся рыбки — фиерасферы (Fierasfer), иногда крабы-горошинки (Pinnotheres).
Из-за малоподвижного образа жизни голотурии становятся лёгкой целью для паразитов и комменсалов. На поверхности тела, в водных лёгких, кишечнике, полости тела и в кровеносных лакунах паразитируют инфузории и грегарины. Также голотуриям могут наносить вред черви, моллюски, ракообразные и рыбы.

## Размножение и развитие

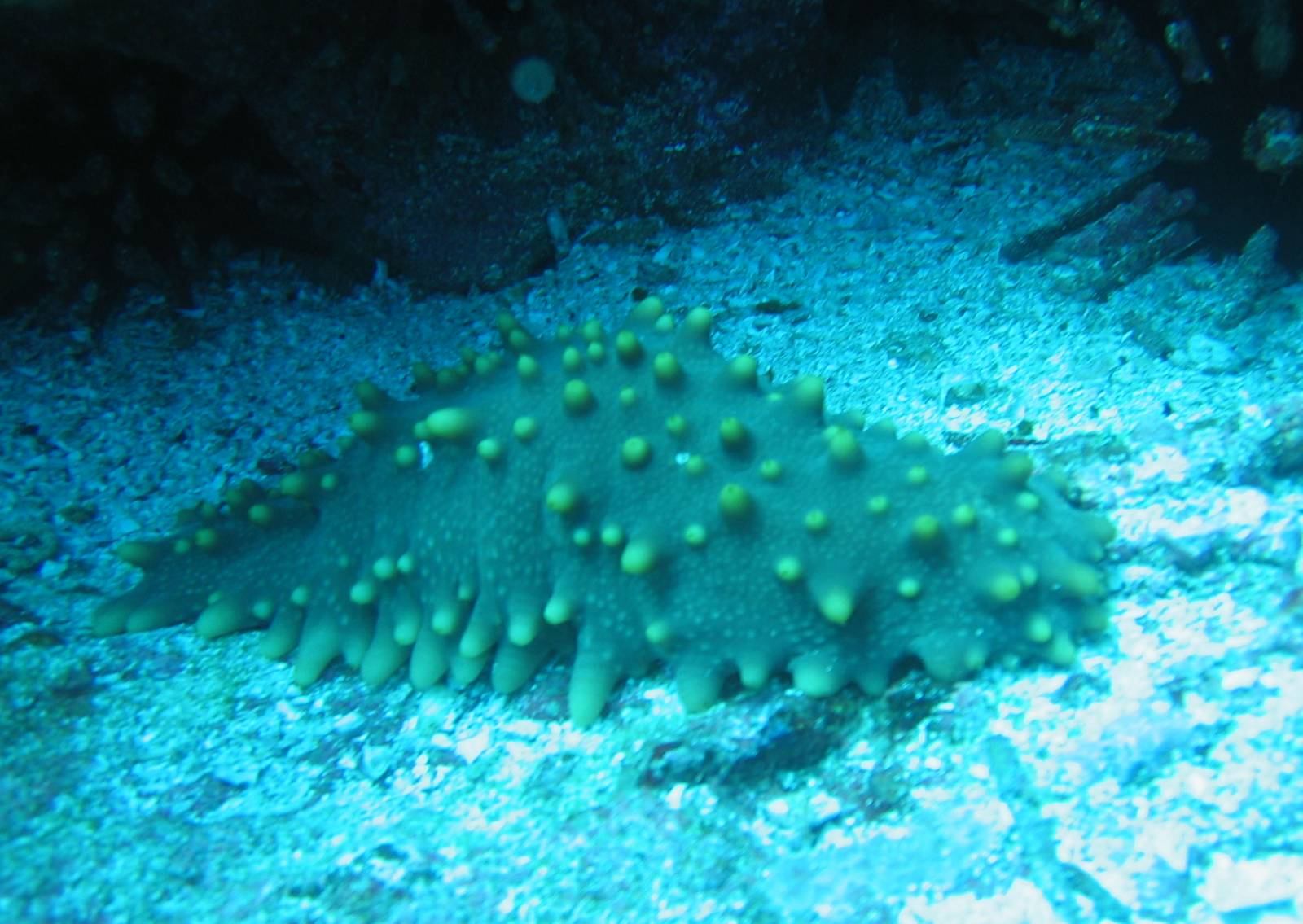
Трепанг Stychopus fuscus у острова Флореана (Галапагосские острова)

Большинство голотурий раздельнополы, но встречаются и гермафродиты.
Половой орган (гонада) непарный, в виде пучка пальчатых трубок. Оплодотворение яйца и развитие зародыша у большинства видов наружное. Некоторые голотурии, преимущественно обитающие в холодных водах, ловят яйца щупальцами и прикрепляют к спинной стороне тела; в редких случаях эмбрионы развиваются в полости тела. Развитие яиц происходит благодаря увеличенному количеству желтка или за счёт питательных веществ материнского организма.
Развиваются голотурии с метаморфозом: из яиц выходят плавающие личинки. Исходная форма личинки, как и у всех иглокожих, представлена диплеурулой; через три дня она превращается в аурикулярию, а затем в долиолярию. У ряда видов другие личиночные формы — вителлярия и пентактула.
Продолжительность жизни — от 5 до 10 лет.

## Хозяйственное значение
Некоторые виды голотурий, особенно из родов Stychopus и Cucumaria, употребляются в пищу под названием «трепанги». В Китае и странах Юго-Восточной Азии считаются деликатесом, подаются свежими или сушёными с рыбой и овощами. Наиболее развит их промысел у берегов Японии, Китая, Малайского архипелага и в южной части Тихого океана. Промысел голотурий ведётся и на Дальнем Востоке России.
Токсины, вырабатываемые голотуриями, представляют интерес для фармакологии. Также используются в традиционной китайской медицине. Рыбаки на островах Тихого океана используют ядовитые кювьеровы трубочки некоторых видов при рыбной ловле. В клетках крови некоторых видов голотурий содержится до 0,88 % массовых долей ванадия, что делает в принципе возможным получение из голотурий этого металла в промышленных количествах.